# 栗色

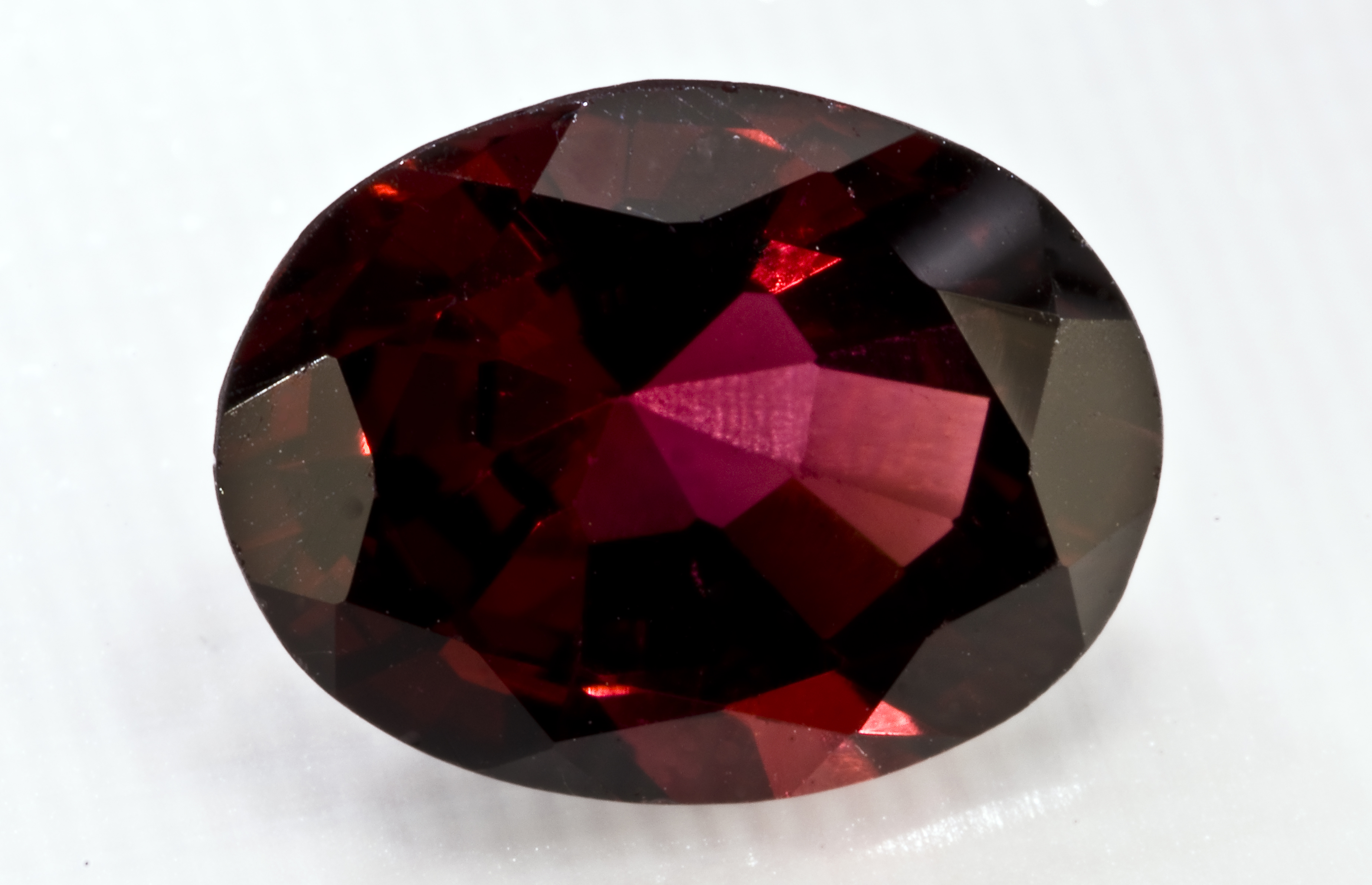
鐵鋁

栗色（英文：maroon），又稱栗红、褐紫紅、深红，是紅色的一种，由棕色和紫色混合而成。雖然栗色沒有混合单色的紅色，但栗色被認為是一種深紅色。英文辭源来自法文marron（意指「栗子」），但沒有成為一個英語顏色用詞，直到此詞於1791年傳到美國加州才成為代表栗色一詞。

## 語源學
栗色之語源Maroon，本指逃亡黑奴，一班於17世紀和18世紀間於加勒比海國家和圭亞那逃亡的奴隸，或奴隸的後裔。法國人叫他們做marron，西班牙人則叫cimarrón。普遍使用於西印度群島和南美洲，這也代表逃到西牙買加的奴隸。逃亡黑奴的歷史由1655年出逃開始，至1739年英國佔領西班牙的殖民海島，英國政府授予條約維護他們自由和真正獨立的土地時結束了。（參見參考書目）

## 用途

### 國家和地區
- 栗色是卡塔尔国旗的颜色。
- 拉脫維亞國旗的顔色有時被稱作栗色和白色，雖然拉脫維亞官方宣稱為紅色和白色，而2009年起改稱胭脂紅和白色。
- 栗色是澳洲地區昆士蘭州的代表色。昆士蘭的橄欖球隊常常使用栗色通常發音叫Mah rone。

### 其他
- 日本關西地區的大型私鐵阪急電鐵所使用之載客車輛的外觀塗裝從1951年起至今均為栗色，又稱為「阪急栗色」（阪急マルーン）。
- 芝加哥大學的學校代表色為栗色加白色。
- 南伊利諾伊大學的學校代表色為栗色和黑色。